# 同人舎プロダクション
株式会社同人舎プロダクション（どうじんしゃプロダクション）は、かつて存在した日本の芸能事務所。主に声優のマネージメントを行っていた。

## 概要
1965年（昭和40年）、東京俳優生活協同組合所属だった声優の小林修が設立。日本で初めて株式会社として立ち上げられた声優事務所であった。
外画の吹き替えに強いことが特徴であった。また、積極的な売り込みは行わず実力で仕事を取ることをモットーにしており、業界内では硬派系の事務所として知られた。
2011年6月28日、設立者である小林が死去したことに伴い、同年9月30日をもって廃業した。
後身の声優事務所に、所属していた藤田浩治が2012年に立ち上げたアル・シェア（当初は株式会社同人舎として設立）がある。

## かつて所属していた声優

### 男性
あ行
- 荒川太朗[3]（フリー転向後死去）
- 石井敏郎[3]（オフィス薫に移籍後死去）
- 石塚運昇（青二プロダクションに移籍後死去）
- 伊藤健太郎（現所属：マウスプロモーション）
- 糸博（現所属：81プロデュース）
- 井上弦太郎[4]
- 大塚芳忠[3]（現所属：クレイジーボックス）

か行
- 鏡優雅（現所属：プロダクション・エース）
- 金丸淳一[3]（現所属：81プロデュース）
- 上村俊介（フリー）
- 神谷和夫
- 亀山助清（希楽星に移籍後死去）
- 家弓家正（81プロデュースに移籍後死去）
- 国坂伸[4]（在籍中に死去）
- 久保智史（ベルプロダクションに移籍後死去）
- 桑原基（現所属：MYSTAR(声のみ預かり)）
- 小手川拓也（現所属：ベストポジション）
- 小出和明[3]
- 小林修[3]（設立者、在籍中に死去）
- 小宮山清[4]（引退）

さ行
- 佐久田修[3]（ビーボに移籍後死去）
- 作間功（フリー）
- 塩見竜介[5]
- 城山堅[5]（ぷろだくしょんバオバブに移籍後死去）
- 杉山紀彰（現所属：ステイラック）
- 諏訪孝二[5]（引退後死去）
- 千田光男[4]（81プロデュースに移籍後死去）

た行
- 高木均（81プロデュースに移籍後死去）
- 高田竜二[4]
- 千々和竜策（現所属：プロダクション・エース）
- 千葉耕市[4]（在籍中に死去）
- 寺田明正

な行
- 永井一郎（青二プロダクションに移籍後死去）
- 永井涼（フリー）
- 中田浩二（現所属：劇団櫂主宰）
- 仲村秀生[4]（引退後死去）
- 野本礼三[4]（引退後死去）

は行
- 筈見純[4]（現所属：アーツビジョン）
- 羽野だい豆（現所属：オフィス・ティービー）
- 原田一夫[3]（在籍中に死去）
- 平川大輔（フリー）
- 平林尚三（九プロダクションに移籍後死去）
- 藤井剛（現所属：トリアス）
- 細井重之[4]（現所属：黒沢良事務所）
- 堀川輝幸（フリー）
- 堀川りょう（現所属：アズリードカンパニー代表）

ま行
- 松嶋潤（現所属：アル・シェア）
- 水島晋[4]
- 三戸耕三（現所属：ぷろだくしょんバオバブ）
- 村山明（現所属：東京俳優生活協同組合）
- 村松康雄[4]（オフィス薫設立後死去）

や行
- 谷津勲[6]（宝井プロジェクトに移籍後死去）

### 女性
あ行
- 秋元千賀子（現所属：Ritrovo）
- 秋山嘉子
- 浅井淑子[4]（現所属：81プロデュース）
- 有馬瑞香（現所属：アーツビジョン）
- 石井七央子
- 石井ゆき（現所属：ベストポジション）
- 池田昌子（現所属：東京俳優生活協同組合）
- 池本小百合（現所属：ケンユウオフィス）
- 一龍斎貞友（現所属：センテナリアエージェント契約）
- 伊藤亜祐美（現所属：プロダクション・エース）
- 稲葉まつ子[3]
- 井上瑤[7]（東京俳優生活協同組合に移籍後死去）
- 色川京子[3]（フリー）
- 江沢昌子（現所属：オフィス薫）

か行
- 片貝薫（現所属：ケンユウオフィス）
- 笠原優子（現所属：三木プロダクション）
- 叶木翔子
- 川路夏子[5]
- 川瀬晶子（現所属：アクセント）
- 北川智繪[4]（現所属：希楽星）
- 小池いずみ（現所属：アーツビジョン）
- こころぎほのか（フリー）
- 小鳩くるみ[4]

さ行
- 佐久間なつみ（現所属：ALBA）
- 佐々木みち代
- 佐々木優子[3]（現所属：プロダクション・エース）
- 貴家堂子[5]（東京俳優生活協同組合に移籍後死去）
- 沢田敏子[4]（現所属：東京俳優生活協同組合）
- 渋沢詩子[4]
- 清水牧子（現所属：アールグルッペ）
- 荘司美代子[3]（Jac in productionに移籍後死去）

た行
- 高島雅羅（現所属：青二プロダクション）
- 武田佳子（現所属：アクロス エンタテインメント）
- 舘林和美
- 丹下桜（現所属：ピクニック）
- 高橋美紀（現所属：スプラッシュドリーム）
- 立花みほ子（フリー）

な行
- 中澤やよい（現所属：マウスプロモーション）
- 乃神亜衣子（現所属：プロダクション・エース）
- 信澤三惠子[3]（現所属：Jac in production）

は行
- 萩原果林[3]
- 花形恵子（81プロデュースに移籍後死去）
- 飛志津ゆかり(現所属：プロダクション東京ドラマハウス）
- 深見梨加[3]（フリー）
- 福田如子（現所属：劇団朋友）
- 古川絵里奈
- 堀田あすか（現所属：Jac in production）

ま行
- 前田敏子（現所属：81プロデュース）
- 御崎真美（現所属：RME）
- 三田ゆう子（現所属：青二プロダクション）
- 翠準子
- 宗形智子
- 村井かずさ（現所属：東京俳優生活協同組合）
- 村山香月（現所属：until）
- 森由紀子（現所属：K.A.Oプロモーション）
- 森結花（現所属：Jac in production）

や行
- 安田あきえ（現所属：大沢事務所）
- 山岡葉子（オフィス薫に移籍後死去）
- 弥永和子（81プロデュースに移籍後死去）
- 吉田小南美（現所属：キャトルステラ）